# Afflicted
Afflicted war eine schwedische Metal-Band aus Stockholm, die im Jahr 1988 unter dem Namen Afflicted Convulsion gegründet wurde und sich 1995 auflöste.

## Geschichte
Die Band wurde im Jahr 1988 unter dem Namen Afflicted Convulsion vom Gitarristen Jesper Thorsson gegründet. Es folgte ein erstes selbstbetiteltes Demo. Nachdem 1990 mit Joakim Bröms ein neuer Sänger als Ersatz für Martin Holm zur Band gekommen war, änderte die Gruppe ihren Namen in Afflicted um. Mit dem Gitarristen Joakim Carlsson (ex-Dismember), dem Bassisten Philipp von Segebaden und dem Schlagzeuger Yasin Hillborg folgte das Demo Wanderland und die Single Ingrained über Thrash Records.  Durch Wanderland wurde Nuclear Blast auf die Band aufmerksam, sodass die Gruppe einen Vertrag bei diesem Label unterzeichnete. Im Herbst 1992 schloss sich das Debütalbum Prodigal Sun an, das Liedern aus den Demos zwischen 1989 und 1991, sowie mit Harbouring Souls und Rising to the Sun zwei neue Lieder enthielt. 1995 folgte das zweite Album Dawn of Glory, worauf Michael van de Graf als neuer Sänger zu hören war. Zudem hielt die Band Auftritte zusammen mit Entombed, Therion und Dismember ab. Die Band löste sich noch im selben Jahr auf.

## Stil
Die Band spielte auf ihrem Debüt Prodigal Sun klassischen Death Metal, vergleichbar mit der Musik von Entombed, mit Einflüssen aus Doom- und Thrash-Metal. Die Gruppe verwendete teils ungewöhnlich Songstrukturen und Soundeffekte, wie etwa Wah-Wah-Sounds. Der Metal Hammer schrieb, das Album klinge, „als würden Voivod Death Metal spielen“. Laut Allmusic sei die Band hierbei eine der ersten Death-Metal-Gruppen gewesen, die progressive Elemente in ihren Liedern verwendete. Auf dem zweiten Album Dawn of Glory wandte sich die Band komplett vom Death Metal ab und dem Power Metal zu. Der Hauptgrund hierfür war der neue Sänger van de Graf, der stimmlich variabler war und nicht gutturalen, sondern Klargesang verwendete.

## Diskografie
als Afflicted Convulsion
- Toxic Existence (Demo, 1989, Eigenveröffentlichung)
- Psychedelic Grindcore (Demo, 1989, Eigenveröffentlichung)
- Beyond Redemption (Demo, 1990, Eigenveröffentlichung)

als Afflicted
- Promo Rehearsal (Demo, 1990, Eigenveröffentlichung)
- Promo Tape 1990 (Demo, 1990, Eigenveröffentlichung)
- The Odious Reflection (Demo, 1990, Eigenveröffentlichung)
- Ingrained (Single, 1990, Thrash Records)
- Wanderland (Demo, 1991, Eigenveröffentlichung)
- Rising to the Sun (Single, 1992, Nuclear Blast)
- Astray (Single, 1992, Relapse Records)
- Nuclear Blast Promo EP (Split mit Hypocrisy, Sinister und Resurrection, 1992, Nuclear Blast)
- Wanderland (Single, 1992, Relapse Records)
- Prodigal Sun (Album, 1992, Nuclear Blast)
- Promo 1993 (Demo, 1993, Eigenveröffentlichung)
- Dawn of Glory (Album, 1995, Massacre Records)